# 让-诺埃尔·费拉里
让-诺埃尔·费拉里（法語：Jean-Noël Ferrari，1974年9月7日—），法国男子击剑运动员。他曾获得2000年夏季奥运会击剑比赛男子花剑团体金牌。他也参加了2004年夏季奥运会，但并未获得奖牌。